# Valtteri Bottas
Valtteri Viktor Bottas (* 28. srpna 1989 Nastola) je finský automobilový závodník, pilot Formule 1, který do sezóny 2024 závodil za tým Sauber.

## Kariéra

### Formule 1
Williams (2013–2016)

#### 2013
Valtteri Bottas se v roce 2013 stal jezdcem týmu Williams. Jeho týmovým kolegou v roce 2013 byl Pastor Maldonado. Bottas dokončil sezónu s lepším umístěním, než Pastor Maldonado.

#### 2014
Dne 11. listopadu 2013 Bottas potvrdil, že i nadále bude spolupracovat s týmem Williams. Jeho týmovým kolegou se stal Felipe Massa, který odešel od Ferrari a nahradil Pastora Maldonada. Bottas na konci sezóny obsadil 4. místo v šampionátu jezdců.

#### 2015
V září roku 2014 bylo oznámeno, že Bottas a Massa budou nadále spolupracovat s týmem Williams. V úvodním závodě sezóny si Bottas při kvalifikaci do velké ceny Austrálie poranil záda. Následně byl převezen do nemocnice, kde byla stanovena diagnóza – poranění měkkých tkání ve spodní části zad. Lékaři mu zakázali start v tomto závodě.
Celkově se Bottas umístil v šampionátu na 5. místě. Již druhý rok se umístil lépe v šampionátu než jeho týmový kolega Felipe Massa.

#### 2016
Bottas i Massa zůstali ve stejném týmu i v roce 2016. Bottas v kvalifikaci na velkou cenu Baku (Grand Prix Evropy) dosáhl neoficiálního rychlostního rekordu Formule 1 – 378 km/h.
V roce 2016 skončil Bottas v celkovém pořadí šampionátu jezdců na 8. místě. Opět před týmovým kolegou Felipem Massou, který se umístil na 11. pozici. Pro Felipeho Massu měla být velká cena Abú Dhabí jeho poslední v kariéře Formule 1.

#### 2017
Mercedes AMG (2017–2021)
Valteri Bottas podepsal smlouvu s továrním týmem Mercedes AMG. I nadále používá startovní číslo "77". V týmu Mercedes nahradil Nica Rosberga. Jeho týmovým kolegou pro rok 2017 byl Lewis Hamilton.
Při kvalifikaci na VC Bahrajnu 2017 získal svou první pole position v kariéře. Časem 1:28.769 překonal Lewise Hamiltona o 0,023 sekundy. Při VC Ruska 2017 dosáhl svého prvního vítězství ve Formuli 1.

## Osobní život
Dne 11. září 2016 si Bottas vzal Emilii Pikkarainenovou. Emilia pochází také z Finska, je olympijská plavkyně. Pár byl oddán v kostele svatého Jana v Helsinkách. Ve čtvrtek 28. listopadu 2019 se objevily informace o rozchodu manželů.

## Výsledky
| Legenda k tabulce | Legenda k tabulce                                                                       |
| Barva             | Výsledek                                                                                |
| ----------------- | --------------------------------------------------------------------------------------- |
| Zlatá             | Vítěz                                                                                   |
| Stříbrná          | 2. místo                                                                                |
| Bronzová          | 3. místo                                                                                |
| Zelená            | Bodované umístění                                                                       |
| Modrá             | Nebodované umístění                                                                     |
| Modrá             | Dokončil neklasifikován (NC)                                                            |
| Fialová           | Odstoupil (Ret)                                                                         |
| Červená           | Nekvalifikoval se (DNQ)                                                                 |
| Červená           | Nepředkvalifikoval se (DNPQ)                                                            |
| Černá             | Diskvalifikován (DSQ)                                                                   |
| Bílá              | Nestartoval (DNS)                                                                       |
| Bílá              | Závod zrušen (C)                                                                        |
| Světle modrá      | Pouze trénoval (PO)                                                                     |
| Světle modrá      | Páteční testovací jezdec (TD)                                                           |
| Bez barvy         | Netrénoval (DNP)                                                                        |
| Bez barvy         | Vyřazen (EX)                                                                            |
| Bez barvy         | Nepřijel (DNA)                                                                          |
| Bez barvy         | Odvolal účast (WD)                                                                      |
| Bez barvy         | Nezúčastnil se (prázdné)                                                                |
| Označení          | Význam                                                                                  |
| Tučnost           | Pole position                                                                           |
| Kurzíva           | Nejrychlejší kolo                                                                       |
| †                 | Jezdec nedojel do cíle, ale byl klasifikován, protože odjel více než 90 % délky závodu. |
| ‡                 | Byl udělován poloviční počet bodů, protože bylo odjeto méně než 75 % délky závodu.      |
| Horní index       | Umístění bodujících jezdců ve sprintu                                                   |

### Závodní kariéra
| Sezóna | Série                            | Tým                              | Závody           | Vítězství        | PP               | NK               | Pódia            | Body             | Umístění         |
| ------ | -------------------------------- | -------------------------------- | ---------------- | ---------------- | ---------------- | ---------------- | ---------------- | ---------------- | ---------------- |
| 2007   | Formula Renault 2.0 NEC          | Koiranen Bros. Motorsport        | 16               | 2                | 2                | 3                | 6                | 279              | 3. místo         |
| 2007   | Formula Renault UK Winter Series | AKA Cobra                        | 4                | 3                | 0                | 1                | 4                | 0                | —                |
| 2008   | Eurocup Formula Renault 2.0      | Motopark Academy                 | 14               | 5                | 7                | 4                | 10               | 139              | 1. místo         |
| 2008   | Formula Renault 2.0 NEC          | Motopark Academy                 | 14               | 12               | 13               | 12               | 12               | 365              | 1. místo         |
| 2009   | Formula 3 Euro Series            | ART Grand Prix                   | 20               | 0                | 2                | 1                | 6                | 62               | 3. místo         |
| 2009   | British Formula 3                | ART Grand Prix                   | 4                | 0                | 0                | 0                | 1                | —                | —                |
| 2009   | Masters of Formula 3             | ART Grand Prix                   | 1                | 1                | 1                | 1                | 1                | —                | 1. místo         |
| 2009   | Grand Prix Macaa                 | ART Grand Prix                   | 1                | 0                | 0                | 0                | 0                | —                | 5. místo         |
| 2010   | Formula 3 Euro Series            | ART Grand Prix                   | 18               | 2                | 1                | 4                | 8                | 74               | 3. místo         |
| 2010   | Masters of Formula 3             | ART Grand Prix                   | 1                | 1                | 0                | 0                | 1                | —                | 1. místo         |
| 2010   | Grand Prix Macaa                 | Prema Powerteam                  | 1                | 0                | 0                | 0                | 1                | —                | 3. místo         |
| 2010   | Formule 1                        | AT&T Williams                    | Testovací jezdec | Testovací jezdec | Testovací jezdec | Testovací jezdec | Testovací jezdec | Testovací jezdec | Testovací jezdec |
| 2011   | GP3 Series                       | Lotus ART                        | 16               | 4                | 1                | 3                | 7                | 62               | 1. místo         |
| 2011   | British Formula 3                | Double R                         | 3                | 1                | 0                | 1                | 1                | 17               | 17. místo        |
| 2011   | Grand Prix Macaa                 | Double R                         | 1                | 0                | 0                | 0                | 0                | —                | —                |
| 2011   | Formule 1                        | AT&T Williams                    | Testovací jezdec | Testovací jezdec | Testovací jezdec | Testovací jezdec | Testovací jezdec | Testovací jezdec | Testovací jezdec |
| 2012   | Formule 1                        | Williams F1 Team                 | Rezervní jezdec  | Rezervní jezdec  | Rezervní jezdec  | Rezervní jezdec  | Rezervní jezdec  | Rezervní jezdec  | Rezervní jezdec  |
| 2013   | Formule 1                        | Williams F1 Team                 | 19               | 0                | 0                | 0                | 0                | 4                | 17. místo        |
| 2014   | Formule 1                        | Williams Martini Racing          | 19               | 0                | 0                | 1                | 6                | 186              | 4. místo         |
| 2015   | Formule 1                        | Williams Martini Racing          | 19               | 0                | 0                | 0                | 2                | 136              | 5. místo         |
| 2016   | Formule 1                        | Williams Martini Racing          | 21               | 0                | 0                | 0                | 1                | 85               | 8. místo         |
| 2017   | Formule 1                        | Mercedes-AMG Petronas Motorsport | 20               | 3                | 4                | 2                | 13               | 305              | 3. místo         |
| 2018   | Formule 1                        | Mercedes-AMG Petronas Motorsport | 21               | 0                | 2                | 7                | 8                | 247              | 5. místo         |
| 2019   | Formule 1                        | Mercedes-AMG Petronas Motorsport | 21               | 4                | 5                | 3                | 15               | 326              | 2. místo         |
| 2020   | Formule 1                        | Mercedes-AMG Petronas F1 Team    | 17               | 2                | 5                | 2                | 11               | 223              | 2. místo         |
| 2021   | Formule 1                        | Mercedes-AMG Petronas F1 Team    | 22               | 1                | 4                | 4                | 11               | 226              | 3. místo         |
| 2022   | Formule 1                        | Alfa Romeo F1 Team Orlen         | 22               | 0                | 0                | 0                | 0                | 49               | 10. místo        |
| 2023   | Formule 1                        | Alfa Romeo F1 Team Stake         | 22               | 0                | 0                | 0                | 0                | 10               | 15. místo        |
| 2024   | Formule 1                        | Stake F1 Team Kick Sauber        | 24               | 0                | 0                | 0                | 0                | 0                | 22. místo        |
| 2025   | Formule 1                        | Mercedes-AMG Petronas F1 Team    | Rezervní jezdec  | Rezervní jezdec  | Rezervní jezdec  | Rezervní jezdec  | Rezervní jezdec  | Rezervní jezdec  | Rezervní jezdec  |

### Kompletní výsledky Formule 3 Euro Series
| Rok  | Účastník       | Šasí             | Motor    | 1          | 2         | 3        | 4        | 5        | 6         | 7       | 8       | 9       | 10      | 11      | 12        | 13      | 14       | 15      | 16        | 17       | 18        | 19       | 20       | Body | Umístění |
| ---- | -------------- | ---------------- | -------- | ---------- | --------- | -------- | -------- | -------- | --------- | ------- | ------- | ------- | ------- | ------- | --------- | ------- | -------- | ------- | --------- | -------- | --------- | -------- | -------- | ---- | -------- |
| 2009 | ART Grand Prix | Dallara F308/009 | Mercedes | HOC1 1 Ret | HOC1 2 16 | LAU 1 2  | LAU 2 13 | NOR 1 12 | NOR 2 Ret | ZAN 1 2 | ZAN 2 6 | OSC 1 2 | OSC 2 8 | NÜR 1 2 | NÜR 2 4   | BRH 1 2 | BRH 2 15 | CAT 1 4 | CAT 2 6   | DIJ 1 16 | DIJ 2 Ret | HOC2 1 2 | HOC2 2 5 | 62   | 3. místo |
| 2010 | ART Grand Prix | Dallara F308/026 | Mercedes | LEC 1 9    | LEC 2 6   | HOC1 1 3 | HOC1 2 5 | VAL 1 2  | VAL 2 4   | NOR 1 3 | NOR 2 1 | NÜR 1 6 | NÜR 2 7 | ZAN 1 2 | ZAN 2 Ret | BRH 1 4 | BRH 2 4  | OSC 1   | OSC 2 Ret | HOC2 1 2 | HOC2 2 3  |          |          | 74   | 3. místo |

### Kompletní výsledky GP3 Series
| Rok  | Účastník  | 1         | 2         | 3          | 4         | 5         | 6         | 7          | 8          | 9         | 10        | 11        | 12        | 13        | 14         | 15        | 16         | Body | Umístění |
| ---- | --------- | --------- | --------- | ---------- | --------- | --------- | --------- | ---------- | ---------- | --------- | --------- | --------- | --------- | --------- | ---------- | --------- | ---------- | ---- | -------- |
| 2011 | Lotus ART | TUR FEA 4 | TUR SPR 8 | ESP FEA 10 | ESP SPR 7 | VAL FEA 7 | VAL SPR 3 | GBR FEA 15 | GBR SPR 12 | GER FEA 3 | GER SPR 1 | HUN FEA 1 | HUN SPR 2 | BEL FEA 1 | BEL SPR 19 | ITA FEA 1 | ITA SPR 17 | 62   | 1. místo |

### Kompletní výsledky ve Formuli 1
| Rok  | Tým                              | Šasi             | Motor                                | 1       | 2       | 3      | 4       | 5       | 6       | 7      | 8      | 9       | 10      | 11      | 12     | 13      | 14      | 15      | 16      | 17     | 18     | 19      | 20      | 21      | 22     | 23     | 24      | Body | Umístění  |
| ---- | -------------------------------- | ---------------- | ------------------------------------ | ------- | ------- | ------ | ------- | ------- | ------- | ------ | ------ | ------- | ------- | ------- | ------ | ------- | ------- | ------- | ------- | ------ | ------ | ------- | ------- | ------- | ------ | ------ | ------- | ---- | --------- |
| 2012 | Williams F1 Team                 | Williams FW34    | Renault RS27-2012 2,4 V8             | AUS     | MAL TD  | CHN TD | BHR TD  | ESP TD  | MON     | CAN    | EUR TD | GBR TD  | GER TD  | HUN TD  | BEL TD | ITA TD  | SIN     | JPN TD  | KOR TD  | IND TD | ABU TD | USA     | BRA TD  |         |        |        |         | –    | –         |
| 2013 | Williams F1 Team                 | Williams FW35    | Renault RS27-2013 2,4 V8             | AUS 14  | MAL 11  | CHN 13 | BHR 14  | ESP 16  | MON 12  | CAN 14 | GBR 12 | GER 16  | HUN Ret | BEL 15  | ITA 15 | SIN 13  | KOR 17  | JPN 12  | IND 16  | ABU 15 | USA 8  | BRA Ret |         |         |        |        |         | 4    | 17. místo |
| 2014 | Williams Martini Racing          | Williams FW36    | Mercedes PU106A Hybrid 1,6 V6 t      | AUS 5   | MAL 8   | BHR 8  | CHN 7   | ESP 5   | MON Ret | CAN 7  | AT 3   | GBR 2   | GER 2   | HUN 8   | BEL 3  | ITA 4   | SIN Ret | JPN 6   | RUS 3   | USA 5  | BRA 10 | ABU 3   |         |         |        |        |         | 186  | 4. místo  |
| 2015 | Williams Martini Racing          | Williams FW37    | Mercedes PU106B Hybrid 1,6 V6 t      | AUS DNS | MAL 5   | CHN 6  | BHR 4   | ESP 4   | MON 14  | CAN 3  | AUT 5  | GBR 5   | HUN 13  | BEL 9   | ITA 4  | SIN 5   | JPN 5   | RUS 12† | USA Ret | MEX 3  | BRA 5  | ABU 13  |         |         |        |        |         | 136  | 5. místo  |
| 2016 | Williams Martini Racing          | Williams FW38    | Mercedes PU106C Hybrid 1,6 V6 t      | AUS 8   | BHR 9   | CHN 10 | RUS 4   | ESP 5   | MON 12  | CAN 3  | EUR 6  | AUT 9   | GBR 14  | HUN 9   | GER 9  | BEL 8   | ITA 6   | SIN Ret | MAL 5   | JPN 10 | USA 16 | MEX 8   | BRA 11  | ABU Ret |        |        |         | 85   | 8. místo  |
| 2017 | Mercedes-AMG Petronas Motorsport | Mercedes AMG W08 | Mercedes M08 EQ Power+ 1,6 V6 t      | AUS 3   | CHN 6   | BHR 3  | RUS 1   | ESP Ret | MON 4   | CAN 2  | AZE 2  | AUT 1   | GBR 2   | HUN 3   | BEL 5  | ITA 2   | SIN 3   | MAL 5   | JPN 4   | USA 5  | MEX 2  | BRA 2   | ABU 1   |         |        |        |         | 305  | 3. místo  |
| 2018 | Mercedes-AMG Petronas Motorsport | Mercedes AMG W09 | Mercedes M09 EQ Power+ 1,6 V6 t      | AUS 8   | BHR 2   | CHN 2  | AZE 14† | ESP 2   | MON 5   | CAN 2  | FRA 7  | AUT Ret | GBR 4   | GER 2   | HUN 5  | BEL 4   | ITA 3   | SIN 4   | RUS 2   | JPN 2  | USA 5  | MEX 5   | BRA 5   | ABU 5   |        |        |         | 247  | 5. místo  |
| 2019 | Mercedes-AMG Petronas Motorsport | Mercedes AMG W10 | Mercedes M10 EQ Power+ 1,6 V6 t      | AUS 1   | BHR 2   | CHN 2  | AZE 1   | ESP 2   | MON 3   | CAN 4  | FRA 2  | AUT 3   | GBR 2   | GER Ret | HUN 8  | BEL 3   | ITA 2   | SIN 5   | RUS 2   | JPN 1  | MEX 3  | USA 1   | BRA Ret | ABU 4   |        |        |         | 326  | 2. místo  |
| 2020 | Mercedes-AMG Petronas F1 Team    | Mercedes AMG W11 | Mercedes M11 EQ Performance 1,6 V6 t | AUT 1   | STY 2   | HUN 3  | GBR 11  | 70A 3   | ESP 3   | BEL 2  | ITA 5  | TUS 2   | RUS 1   | EIF Ret | POR 2  | EMI 2   | TUR 14  | BHR 8   | SKR 8   | ABU 2  |        |         |         |         |        |        |         | 223  | 2. místo  |
| 2021 | Mercedes-AMG Petronas F1 Team    | Mercedes AMG W12 | Mercedes M12 E Performance 1,6 V6 t  | BHR 3   | EMI Ret | POR 3  | ESP 3   | MON Ret | AZE 12  | FRA 4  | STY 3  | AUT 2   | GBR 3   | HUN Ret | BEL 12 | NED 3   | ITA 31  | RUS 5   | TUR 1   | USA 6  | MXC 15 | SAP 31  | QAT Ret | SAU 3   | ABU 6  |        |         | 226  | 3. místo  |
| 2022 | Alfa Romeo F1 Team Orlen         | Alfa Romeo C42   | Ferrari 066/7 1,6 V6 t               | BHR 6   | SAU Ret | AUS 8  | EMI 57  | MIA 7   | ESP 6   | MON 9  | AZE 11 | CAN 7   | GBR Ret | AUT 11  | FRA 14 | HUN 20† | BEL Ret | NED Ret | ITA 13  | SIN 11 | JPN 15 | USA Ret | MXC 10  | SAP 9   | ABU 15 |        |         | 49   | 10. místo |
| 2023 | Alfa Romeo F1 Team Orlen         | Alfa Romeo C43   | Ferrari 066/10 1,6 V6 t              | BHR 8   | SAU 18  | AUS 11 | AZE 18  | MIA 13  | MON 11  | ESP 19 | CAN 10 | AUT 15  | GBR 12  | HUN 12  | BEL 12 | NED 15  | ITA 10  | SIN Ret | JPN Ret | QAT 8  | USA 12 | MXC 14  | SAP Ret | LVG 17  | ABU 19 |        |         | 10   | 15. místo |
| 2024 | Stake F1 Team Kick Sauber        | Sauber C44       | Ferrari 066/12 1,6 V6 t              | BHR 19  | SAU 17  | AUS 14 | JPN 14  | CHN Ret | MIA 16  | EMI 18 | MON 13 | CAN 13  | ESP 16  | AUT 16  | GBR 15 | HUN 16  | BEL 15  | NED 19  | ITA 16  | AZE 16 | SIN 16 | USA 17  | MXC 14  | SAP 13  | LVG 18 | QAT 11 | ABU Ret | 0    | 22. místo |